# 陳永福 (台灣)
陳永福（1958年10月1日—），臺灣政治人物，現任新北市議員，民主進步黨籍，中華大學工學士畢業。

## 簡介
陳永福是第13、14、15、16屆臺北縣議員，13、14屆代表民主進步黨，15、16屆則為無黨籍參選。曾參選第6、7屆立法委員，第6屆代表台灣團結聯盟，第7屆代表民主進步黨。多次擔任民主進步黨的文山區競選總部總幹事。2007年被提名為台北縣第十一選舉區立法委員候選人。
2010年在新北市議員選舉，陳永福以35298票當選。2014年代表民進黨參選議長，經過三輪投票仍沒有當選議長。2015年在新北市第十一選舉區立法委員選舉落選。2018年陳永福禮讓高敏慧參選議長，但國民黨提名尋求連任的蔣根煌在席次優勢下以39票當選新北市議會議長。

## 爭議事件

### 抨擊警察執法，要求國賠
兩名少年於2008年12月遇警盤查，開車撞傷警察而遭警察開槍制止，其中一名少年被警擊傷。事發後，少年的家屬找上民進黨台北縣議員張瑞山、陳永福等人，以「警察變殺手」為題在民進黨台北縣黨部與民進黨立法院黨團幹事長賴清德立委、民進黨台北縣議會總召張瑞山議員、副總召陳永福議員召開記者會，要求國家賠償。
2009年5月，一起於去年11月發生的姦殺命案偵破，兇嫌正是開車衝撞警察的少年。由於張瑞山等人曾經為涉案少年爭取權益與國賠，意外成為社會輿論譴責的對象，憤怒的民眾紛紛致電議員辦公室抗議。
2008年12月，曾幫白骨案兇嫌向警施壓。
2012年12月30日，陳永福酒駕，於新北市新店區民族路發生擦撞，新北市政府警察局依《中華民國刑法》「公共危險罪」移送臺灣板橋地方法院檢察署。
2020年12月12日，針對中國人民解放軍繞台灣島巡航，陳永福在臉書發文「建請中華民國台灣政府擬定對中華人民共和國沿岸毀核計劃，保障台灣人生存權益」，引發爭議。

## 參選記錄
| 年度 | 選舉屆數               | 選舉區             | 所屬政黨     | 得票數 | 得票率 | 當選標記 | 備註  |
| ---- | ---------------------- | ------------------ | ------------ | ------ | ------ | -------- | ----- |
| 1994 | 第十三屆台北縣議員選舉 | 台北縣第十選舉區   | 民主進步黨   | 17,374 | 17.67% |          | [ 6 ] |
| 1998 | 第十四屆台北縣議員選舉 | 台北縣第十選舉區   | 民主進步黨   | 20,832 | 23.45% |          |       |
| 2002 | 第十五屆台北縣議員選舉 | 台北縣第十選舉區   | 無黨籍       | 15,679 | 17.11% |          |       |
| 2004 | 第六屆立法委員選舉     | 台北縣第三選舉區   | 台灣團結聯盟 | 28,413 | 5.35%  |          |       |
| 2005 | 第十六屆台北縣議員選舉 | 台北縣第十選舉區   | 無黨籍       | 20,497 | 12.79% |          |       |
| 2008 | 第七屆立法委員選舉     | 台北縣第十一選舉區 | 民主進步黨   | 43,580 | 28.76% |          |       |
| 2010 | 第一屆新北市議員選舉   | 新北市第八選舉區   | 民主進步黨   | 35,298 | 19.20% |          |       |
| 2014 | 第二屆新北市議員選舉   | 新北市第八選舉區   | 民主進步黨   | 32,061 | 19.82% |          |       |
| 2016 | 第九屆立法委員選舉     | 新北市第十一選舉區 | 民主進步黨   | 67,777 | 36.79% |          |       |
| 2018 | 第三屆新北市議員選舉   | 新北市第八選舉區   | 民主進步黨   | 29,756 | 16.36% |          |       |
| 2022 | 第四屆新北市議員選舉   | 新北市第九選舉區   | 民主進步黨   | 24,362 | 15.13% |          |       |

## 外部連結
- 新北市議員 陳永福，存于
- 新北市議員 陳永福的Facebook專頁